# Serge Tabekou
Serge Tabekou, né le 15 octobre 1996 à Yaoundé au Cameroun, est un footballeur international camerounais qui joue au poste d'attaquant au Qingdao Hainiu.

## Biographie
Le 8 décembre 2019, il se met en évidence en étant l'auteur d'un doublé en championnat avec l'Union Saint-Gilloise, sur la pelouse du KVC Westerlo (victoire 0-3 à l'extérieur).
Il reçoit sa première sélection en équipe du Cameroun le 9 octobre 2020, en amical contre le Japon (score : 0-0). Il inscrit son premier but en équipe nationale le 16 novembre 2020, contre le Mozambique. Ce match gagné 0-2 rentre dans le cadre des éliminatoires de la Coupe d'Afrique des nations 2021.

## Statistiques
| Saison                | Club                  | Championnat           | Championnat | Championnat | Coupe(s) nationale(s) | Coupe(s) nationale(s) | Compétition(s) continentale(s) | Compétition(s) continentale(s) | Compétition(s) continentale(s) | Total | Total |
| Saison                | Club                  | Division              | M.          | B.          | M.                    | B.                    | Comp.                          | M.                             | B.                             | M.    | B.    |
| 2014-2015             | La Gantoise           | Jupiler Pro League    | 1           | 1           | 0                     | 0                     | -                              | -                              | -                              | 1     | 1     |
| 2015-2016             | La Gantoise           | Jupiler Pro League    | 1           | 0           | 0                     | 0                     | -                              | -                              | -                              | 1     | 0     |
| 2015-2016             | Sedan                 | National 1            | 14          | 3           | 0                     | 0                     | -                              | -                              | -                              | 14    | 3     |
| 2016-2017             | OH Louvain            | Proximus League       | 32          | 3           | 1                     | 0                     | -                              | -                              | -                              | 33    | 3     |
| 2017-2018             | Union Saint-Gilloise  | Proximus league       | 24          | 2           | 1                     | 1                     | -                              | -                              | -                              | 25    | 3     |
| 2018-2019             | Union Saint-Gilloise  | Proximus league       | 27          | 1           | 3                     | 0                     | -                              | -                              | -                              | 30    | 1     |
| 2019-2020             | Union Saint-Gilloise  | Proximus league       | 26          | 8           | 1                     | 0                     | -                              | -                              | -                              | 27    | 8     |
| Total sur la carrière | Total sur la carrière | Total sur la carrière | 125         | 18          | 6                     | 1                     | -                              | -                              | -                              | 131   | 19    |

## Palmarès
- La Gantoise
  - Championnat de Belgique
    - Vainqueur :  2015